# Iwan Fjodorowitsch Petrow

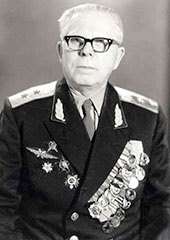
Iwan Fjodorowitsch Petrow

Iwan Fjodorowitsch Petrow (russisch Иван Фёдорович Петров; * 24. Septemberjul. / 6. Oktober 1897greg. im Dorf Schtschipzowo, Rajon Jaroslawl; † 27. Juli 1994 in Moskau) war ein russischer Testpilot und Hochschullehrer.

## Leben
Petrow stammte  aus einer Bauernfamilie. Nach dem Abschluss der dreiklassigen Kirchengemeindeschule 1908 arbeitete er in Jaroslawl in einer Buchbinderei und dann in einer Bleiweißfabrik. Ab 1911 arbeitete er in der Flussschifffahrt. Er fuhr als Matrose von Rybinsk bis Astrachan und reparierte im Winter Antriebsanlagen. Im Ersten Weltkrieg wurde er 1916 eingezogen und war Matrose der Kaiserlich Russischen Marine in der Baltischen Flotte.
1917 nahm Petrow am Sturm auf den Winterpalast teil. In der 1. Rotgardisteneinheit unter dem Kommando Pawel Jefimowitsch Dybenkos war Petrow an den Kämpfen gegen Kosaken bei Pulkowo, Gatschina und Alexandrowskoje im Südosten Petrograds beteiligt. Im Dezember 1917 schloss er die Ausbildung an der Maschinenschule der Baltischen Flotte als Flugzeugmechaniker ab und wurde in die Luftkampfschule in Krasnoje Selo geschickt. 1920 schloss er die Ausbildung an der Militärschule der Marinepiloten in Samara ab. 1923–1925 war er Marinepilotausbilder 1. Klasse der Sewastopoler Marinefliegerschule. Es folgte das Studium an der Militärakademie für Ingenieure der Luftstreitkräfte „Prof. N. J. Schukowski“ mit Abschluss 1929.
Petrow arbeitete nun als Testpilot im Forschungsinstitut der Luftstreitkräfte in Moskau, dessen Vizechef er 1939 wurde. Er führte die Flugerprobungen der Flugzeuge Nikolai Nikolajewitsch Polikarpows und Andrei Nikolajewitsch Tupolews durch und flog 137 Flugzeugtypen.
Von Juni 1940 bis Mai 1941 war Petrow Chef des Zentralen Aerohydrodynamischen Instituts (ZAGI) in Schukowski. Er gründete dort eine Flugabteilung mit den Wissenschaftlern Anatoli Alexejewitsch Dorodnizyn, Mstislaw Wsewolodowitsch Keldysch, Wladimir Petrowitsch Wettschinkin, Sergei Alexejewitsch Christianowitsch, Iwan Wassiljewitsch Ostoslawski, Georgi Petrowitsch Swischtschow und Sergei Nikolajewitsch Schischkin, die auch das Fliegen lernen mussten.
1941 wurde Petrow Vizekommandeur der Luftstreitkräfte der Roten Armee. Im Deutsch-Sowjetischen Krieg leitete er von Ende August bis Anfang September 1941 eine der ersten Luftoperationen gegen die Panzergruppe Guderian für die Brjansker Front.
1942 wurde Petrow Chef des Forschungsinstituts der Zivilluftflotte in Moskau. 1947 wurde er Chef des Flugforschungsinstituts (LII) in Schukowski. 1950 wurde er aus Gesundheitsgründen beurlaubt.
Als im Sommer 1951 angeordnet wurde, die physikalisch-technische Fakultät der Lomonossow-Universität Moskau (MGU) aufzulösen, wurde Petrow von Anatoli Alexejewitsch Dorodnizyn im Hinblick auf Stalins Vorliebe für die Luftfahrt um Hilfe gebeten. Petrow erreichte im persönlichen Gespräch mit Stalin die Erhaltung der physikalisch-technischen Fakultät der MGU. 1952 wurde Petrow erster Rektor (bis 1962) des wieder selbständigen Moskauer Instituts für Physik und Technologie (MFTI) in Dolgoprudny, das 1946 in die MGU eingegliedert worden war. 1958–1961 richteten Petrow und Iwan Timofejewitsch Spirin Flugkurse für Studenten ein mit den Flugzeugen Lissunow Li-2, Jakowlew Jak-12, Jakowlew Jak-18 und Segelflugzeugen. Später bearbeitete er als Prorektor allgemeine Probleme und lehrte im MFTI.
Petrow wurde auf dem Bykowskoje-Friedhof in Schukowski bestattet.

## Ehrungen
- Leninorden (dreimal)[3]
- Orden der Oktoberrevolution
- Rotbannerorden (dreimal)
- Orden des Vaterländischen Krieges I. Klasse (zweimal)
- Orden des Roten Banners der Arbeit
- Orden des Roten Sterns (zweimal)
- Jubiläumsmedaille „XX Jahre Rote Arbeiter-und-Bauern-Armee“
- Medaille „Für die Verteidigung Moskaus“
- Medaille „Sieg über Deutschland“
- Medaille „Veteran der Streitkräfte der UdSSR“
- Ehrenbürger der Stadt Dolgoprudny[3]